# 테이블산자리의 항성 목록
이 문서는 테이블산자리에 있는 별들을 다루고 있다. 겉보기 등급이 밝은 것부터 어두운 별의 순서로 정렬하였다.

## 같이 보기
- 별자리 별 항성 목록

## 참고 문헌
- ESA (1997년). “The Hipparcos and Tycho Catalogues”. 2006년 12월 7일에 원본 문서에서 보존된 문서. 2018년 9월 6일에 확인함.
- Kostjuk, N. D. (2002년). “HD-DM-GC-HR-HIP-Bayer-Flamsteed Cross Index”. 2006년 11월 24일에 원본 문서에서 보존된 문서. 2018년 9월 6일에 확인함.
- Roman, N. G. (1987년). “Identification of a Constellation from a Position”. 2006년 11월 24일에 원본 문서에서 보존된 문서. 2018년 9월 6일에 확인함.
- “SIMBAD Astronomical Database”. Centre de Données astronomiques de Strasbourg.
- Samus, N. N.; Durlevich, O. V.; et al. (2004년). “Combined General Catalogue of variables (GCVS4.2)”. 2006년 11월 23일에 원본 문서에서 보존된 문서. 2018년 9월 6일에 확인함.